# Houtekiet (uitgeverij)
Uitgeverij Houtekiet is een Belgische uitgeverij die is gevestigd te Antwerpen. Uitgeverij Houtekiet werd opgericht in 1986 en werd genoemd naar de roman van Gerard Walschap. De eerste uitgever was Julien Weverbergh. Sinds 2015 is Houtekiet een onderdeel van Veen Bosch & Keuning Uitgeversgroep.
De uitgeverij geeft zowel non-fictie uit als literaire fictie en jeugdboeken.
In 1998 organiseerde deze uitgeverij voor het eerst de Mathildaprijs voor jong schrijverstalent, waarbij de winnaars niet alleen een prijs wonnen, maar hun werk ook bij deze uitgeverij uitgegeven werd. In ieder geval tot 2003 werd deze prijs nog uitgereikt.